# Liste der Kulturgüter in Porza
Die Liste der Kulturgüter in Porza enthält alle Objekte in der Gemeinde Porza im Kanton Tessin, die gemäss der Haager Konvention zum Schutz von Kulturgut bei bewaffneten Konflikten, dem Bundesgesetz vom 20. Juni 2014 über den Schutz der Kulturgüter bei bewaffneten Konflikten sowie der Verordnung vom 29. Oktober 2014 über den Schutz der Kulturgüter bei bewaffneten Konflikten unter Schutz stehen.
Objekte der Kategorie A sind im Gemeindegebiet nicht ausgewiesen, Objekte der Kategorie B sind vollständig in der Liste enthalten, Objekte der Kategorie C fehlen zurzeit (Stand: 1. Januar 2023).

## Kulturgüter
| Foto |                                                                                 | Objekt | Kat. | Typ | Standort                     | Beschreibung |
| ---- | ------------------------------------------------------------------------------- | --- | ---- | --- | ---------------------------- | ------------ |
| BW   | Datei hochladen · Wikidata zu Pfarrkirche Santi Bernardino e Martino (Q3668087) | Pfarrkirche Santi Bernardino e Martino / Chiesa parrochiale dei Santi Bernardino e Martino KGS-Nr.: 05676 | B    | G   | Via Cantonale 717384 / 98443 |              |
| BW   | Datei hochladen · Wikidata zu Trotte bei Cornaredo (Q29884671)                  | Trotte bei Cornaredo / Torchio a Cornaredo KGS-Nr.: 05677                                                 | B    | G   | Via Trevano 2 717838 / 98194 |              |